# Karl-Heinz Podzielny
Karl-Heinz Podzielny jun. (* 10. September 1954 in Essen; † 1. August 2019 in Essen) war ein deutscher Schachspieler.

## Leben
Bereits als Jugendlicher machte Karl-Heinz Podzielny jun. von sich reden: 1974 gewann er in Bamberg die Deutsche Jugendmeisterschaft, bei der Jugendeuropameisterschaft 1974/75 belegte er den zweiten Platz (Sieger war John Nunn).
Aufgrund seiner überragenden Spielstärke im Blitzschach erhielt er den Spitznamen Podz-Blitz. Er ist mehrfacher Gewinner der deutschen Blitzschach-Meisterschaft (1974, 1977, 1978, 1979, 1985, 1986, 2007) und war in dieser Disziplin lange Zeit Rekordtitelhalter. Inzwischen hat ihn Klaus Bischoff darin abgelöst. 2007 gewann er in Bad Lauterberg die deutsche Schnellschachmeisterschaft mit 1,5 Punkten Vorsprung vor Thorsten Michael Haub, 2008 konnte er seinen Titel in Fredersdorf-Vogelsdorf mit 1,5 Punkten Vorsprung auf Mathias Womacka verteidigen, 2009 verteidigte er in Kiel erneut seinen Titel mit einem halben Punkt Vorsprung vor David Baramidze. Im Jahr 2013 konnte er das Open in Goch gewinnen. Podzielny, mehrfacher Einzelmeister von Nordrhein-Westfalen, wohnte in Essen.
In der viergleisigen 1. Bundesliga spielte Podzielny von 1975 bis 1980 für die Sportfreunde Katernberg. In der eingleisigen 1. Bundesliga spielte er in der Saison 1980/81 für den SC 1868 Bamberg, von 1981 bis 1983 für Königsspringer Frankfurt, von 1983 bis 1985 für die SG Enger-Spenge und von 1989 bis 1998 für die Solinger SG 1868, mit der er 1997 deutscher Mannschaftsmeister wurde und 1992 das Halbfinale im European Club Cup erreichte.
Im Jahre 1986 verlieh ihm der Weltschachbund FIDE den Titel Internationaler Meister. Eine Großmeister-Norm erzielte er 2000 beim Internationalen Julian-Borowsky-Turnier in Essen. Ab der Saison 2014/15 spielte er Mannschaftsschach beim SV Letmathe.
Sein Vater Karlheinz Podzielny sen. (1928–2015) war ein starker Fernschachspieler, der den Titel eines Internationalen Fernschachmeisters trug und Kapitän der deutschen Fernschachnationalmannschaft war. Sein Bruder Dieter Podzielny (1941–2003) war ein international bekannter Maler, der im Stil des Phantastischen Realismus der Wiener Schule arbeitete.

## Werke
- mit Johannes Eising und Gerd Treppner: Schach-Bundesliga 1974–80. Bamberger Schachverlag, Bamberg 1981, ISBN 3-923113-00-5.